# Lilija Foatowna Nurutdinowa
Lilija Foatowna Nurutdinowa (russisch Лилия Фоатовна Нурутдинова, engl. Transkription Liliya Nurutdinova; * 15. Dezember 1963 in Nabereschnyje Tschelny) ist eine ehemalige russische Mittelstreckenläuferin, die bis 1991 für die Sowjetunion und 1992 für die Gemeinschaft unabhängiger Staaten antrat.
Bei den Europameisterschaften 1990 in Split belegte sie in 1:57,39 min den dritten Platz im 800-Meter-Lauf hinter den beiden DDR-Läuferinnen Sigrun Wodars und Christine Wachtel.
1991 holte Lilija Nurutdinowa in einer äußerst knappen Entscheidung Gold bei den Weltmeisterschaften in Tokio. Sie gewann in 1:57,50 min vor Ana Fidelia Quirot (CUB) in 1:57:55 min und Ella Kovacs (ROM) in 1:57,58 min. Vierte wurde Maria de Lurdes Mutola (MOZ) in 1:57,63 min.
Bei den Olympischen Spielen 1992 in Barcelona gewann Nurutdinowa in 1:55,99 min die Silbermedaille hinter Ellen van Langen (NED) in 1:55,54 min und vor Ana Fidelia Quirot in 1:56,80 min. In der 4-mal-400-Meter-Staffel der GUS wurde Lilija Nurutdinowa im Vorlauf eingesetzt. Im Finale gewannen vier andere Läuferinnen, aber da sie im Vorlauf angetreten war, erhielt auch Nurutdinowa eine Goldmedaille überreicht.
1993 wurde sie des Dopings überführt und für vier Jahre gesperrt; damit war ihre Sportlerkarriere beendet. Bei einer Körpergröße von 1,74 m betrug ihr Wettkampfgewicht 52 kg.